# Richard Pygott
Richard Pygott (1485-1549) fou un compositor anglès del Renaixement.
Fou mestre de capella del cardenal Thomas Wolsey i de la Capella Reial durant el regnat d'Enric VIII i d'Eduard VI d'Anglaterra.
Thomas Morley elogia les seves obres, que entre d'altres cal destacar: 8 Corals; Missa Veni Sancte Spiritus; Quid Petis, O Fili.